# Mate cocido

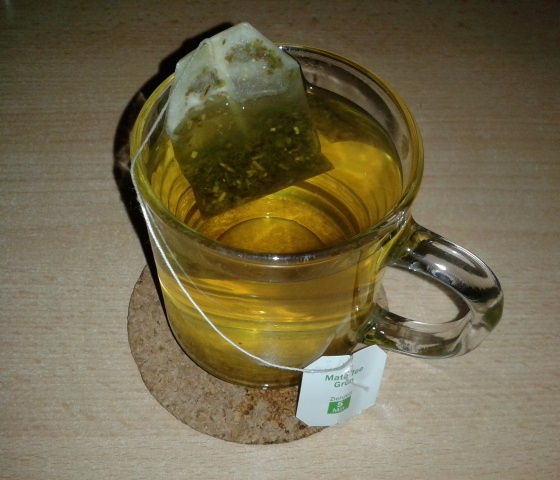
Mate cocido.

El mate cocido (en guaraní, kojói) es una infusión típica de la gastronomía de Paraguay, Bolivia, Uruguay y Argentina. Se obtiene tradicionalmente mediante una decocción de la yerba mate en agua caliente (aunque existen otros métodos). El resultado es un líquido aromático de color verde transparente, de un sabor amargo suave, cuyo color puede variar a más o menos oscuro dependiendo de la concentración de yerba mate disuelta en el agua. Se acostumbra servirlo caliente en una taza o un jarro, se puede endulzar con azúcar o edulcorante y agregársele leche o no.
Por su valor nutricional y energizante propio, y por brindar sensación de saciedad se lo suele beber en el desayuno o la merienda, acompañado con un alimento sólido como pan u otros productos de confitería.
Algunas denominaciones regionales: en Brasil se lo llama Chá Mate, donde la palabra «Chá» significa «Té» en portugués. En Paraguay es conocido simplemente como cocido y suele llamarse «cocido negro» al mate cocido puro sin leche.

## Propiedades
El mate cocido posee las propiedades que le otorga la yerba mate:
- Contiene, entre otros compuestos, cafeína, sustancia con propiedades estimulantes.[4] Según informe del Instituto Nacional de la Yerba Mate (INYM; organización no gubernamental), República Argentina.
- Posee cantidades considerables de potasio, hierro, fósforo, sodio y magnesio; también contiene diversas sustancias antioxidantes, vitaminas (A, B1, B2, C y K) y carotenos.[5] Según informe de la Dirección Nacional de Alimentos[6]

## Elaboración

### Modos de preparación

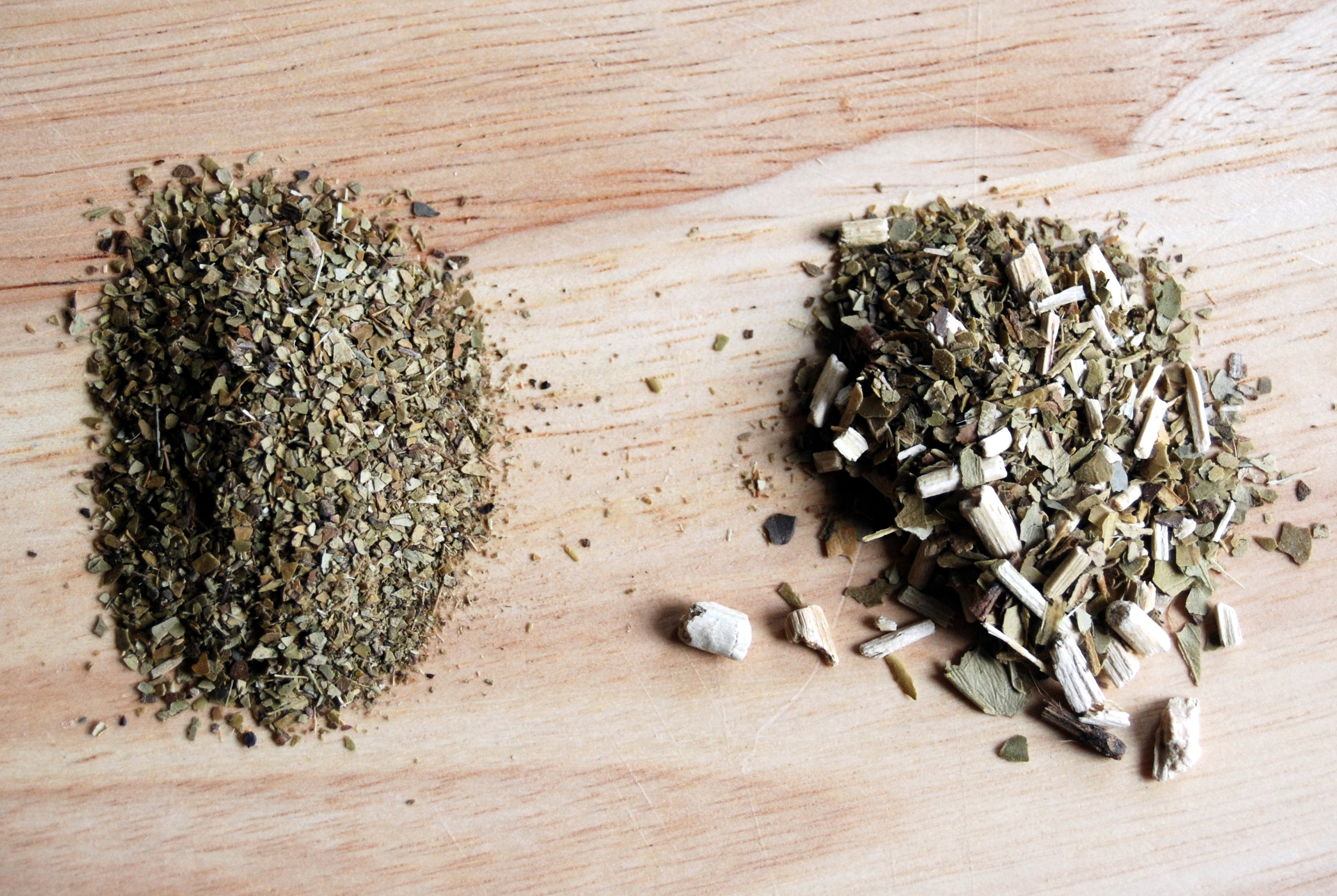
Yerba mate molida, despalada (izq.). Yerba mate molida, con palo (der.).

- Si se prepara mate cocido a partir de «yerba mate molida» (presentación comercial: paquetes de un cuarto, medio, un kilogramo, etc.), se hace colocando una cucharada sopera colmada de yerba molida por cada 250 mL de agua en un recipiente, y según la preferencia del consumidor se puede agregar la yerba antes que hierva el agua o después que hirvió. En ambos casos se deja reposar unos minutos, y debe ser colado (filtrado) antes de beberlo.
- Si se dispone de «yerba mate en saquitos» (presentación comercial: saquitos o bolsitas de 2 o 3 gramos, en envases de 25, 50, 100 unidades, etc.), la preparación es vertiendo agua caliente sobre un saquito en una taza, igual que con el té.
- Si no se dispone de saquitos, se añade la cantidad deseada de yerba a granel y se filtra luego de infusionado o se asienta con un chorro de agua fría.
- El mate cocido se elabora actualmente en la forma comercial de «Yerba Mate Soluble Instantánea». La preparación se simplifica a verter una cucharadita de «yerba instantánea» en una taza con agua caliente, igual que con el café instantáneo. Una de las primeras marcas fue la uruguaya Bracamate, creada en 1970 por Homero Fernández y desaparecida en 1976.[7]

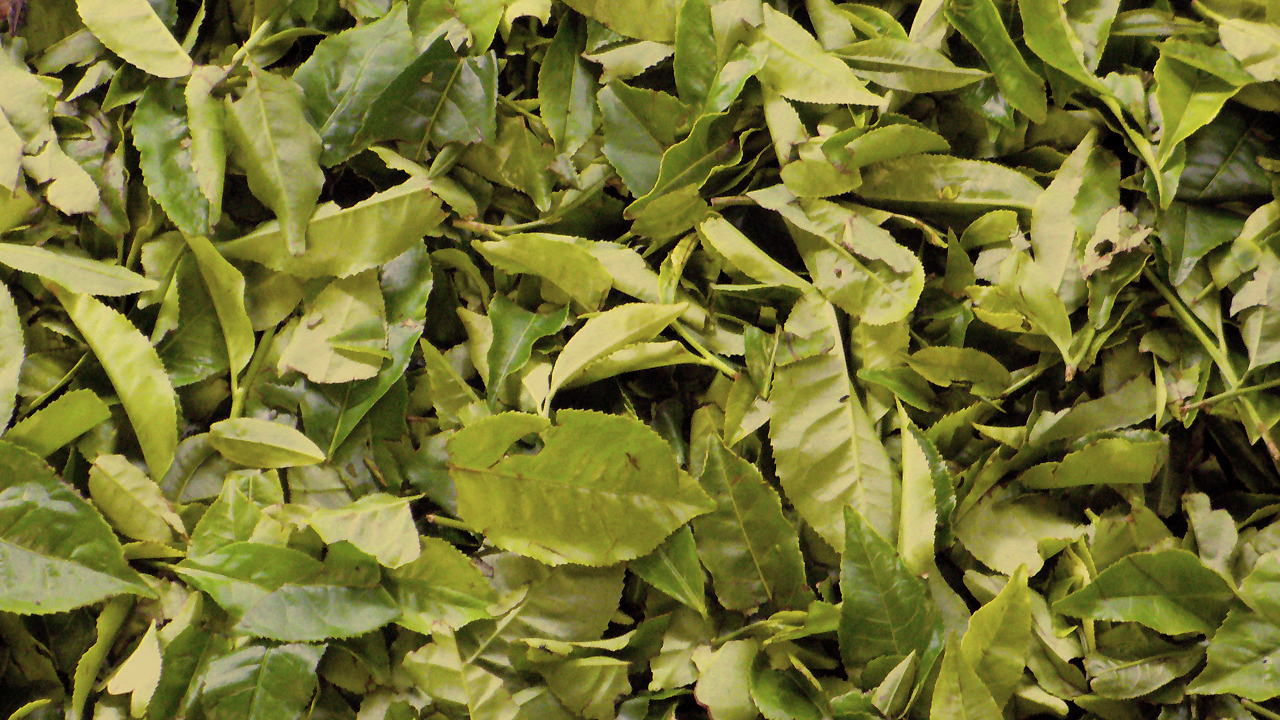
Hojas de la planta de Yerba mate.

La elaboración, en fábrica, de la yerba para «mate cocido en saquitos» es prácticamente igual a la producción de la «yerba mate molida», con la diferencia de que en la molienda de aquella se eliminan el polvillo y los palitos, clasificando y procesando solamente las hojas de la planta de yerba mate.

#### Mate cocido quemado
Existe una versión del mate cocido típica en todo el territorio de la República del Paraguay llamado “cocido quemado” o “cocido negro”, con una receta de preparación tradicional que brinda un sabor único. Consiste en hervir el agua en un recipiente. Mientras tanto, se debe colocar la yerba y el azúcar en un plato o recipiente, de un lado la yerba y del otro el azúcar. Echar sobre ellos una brasa de carbón encendida y dejar que se fundan tanto la yerba como el azúcar. Echar ésta preparación al agua hiviendo. Dejar reposar y servir en una taza utilizando un colador o tamiz. Es muy común servirlo con un poco de leche, acompañando de otros preparados tradicionales como chipa, mbeju, galletas o coquitos.
, y aún más en zonas puebleras y rurales, se toma y se lo llama "mate cocido quemado". Hay dos formas de hacerlo, con o sin brasa. En la primera,  consiste también en tostar o "quemar" la yerba a la vez que se carameliza un poco de azúcar en la olla, todo esto antes de agregarle agua ya caliente. En la segunda, el "tostado" o "quemado" de la yerba y caramelización del azúcar se hace directamente con un brasa encendida, de esa forma "se quema" el azúcar y la yerba. El resultado de ambas es similar, aunque con las obvias diferencias, quedando una infusión con el sabor a yerba mate tostada endulzado con azúcar caramelizada o "quemada".

### Modalidades en la cocción
Algunos especialistas recomiendan que el agua para el mate cocido debe llevarse hasta la temperatura de 89 °C (evitando que hierva) porque, según opinan, al igual que con el «mate cebado», a esta temperatura se conserva el sabor de la yerba mate sin ser modificado por la temperatura. Muchos consumidores prefieren, en vez de preocuparse por controlar la temperatura del agua, agregar agua fría luego del primer hervor para bajar la temperatura de la misma, y así acercarse a los 89 °C recomendados por los especialistas.

## Consumo
- En Paraguay y Argentina se le conoce como «mate cocido quemado» (en especial en zonas rurales), que se prepara con azúcar y yerba quemados en una olla, y agua hirviendo.
- Otra modalidad consiste en consumirlo frío, particularmente en verano.
- Esta bebida tiene un elevado índice de consumo doméstico, por ser de bajo costo y tener valores nutritivos altos.
- Algunas escuelas públicas paraguayas y argentinas sirven como desayuno mate cocido con pan, como tradición desde fines del siglo XIX.
- Se puede cortar con leche o hacer exclusivamente con leche.
- En Uruguay la costumbre se ha ido perdiendo y el mercado no llegó aún a presentar el mate en saquitos, de hacerse con yerba a granel un chorrito de agua fría sedimenta la yerba en suspensión.